# Hipparchos (Tyrann von Athen)

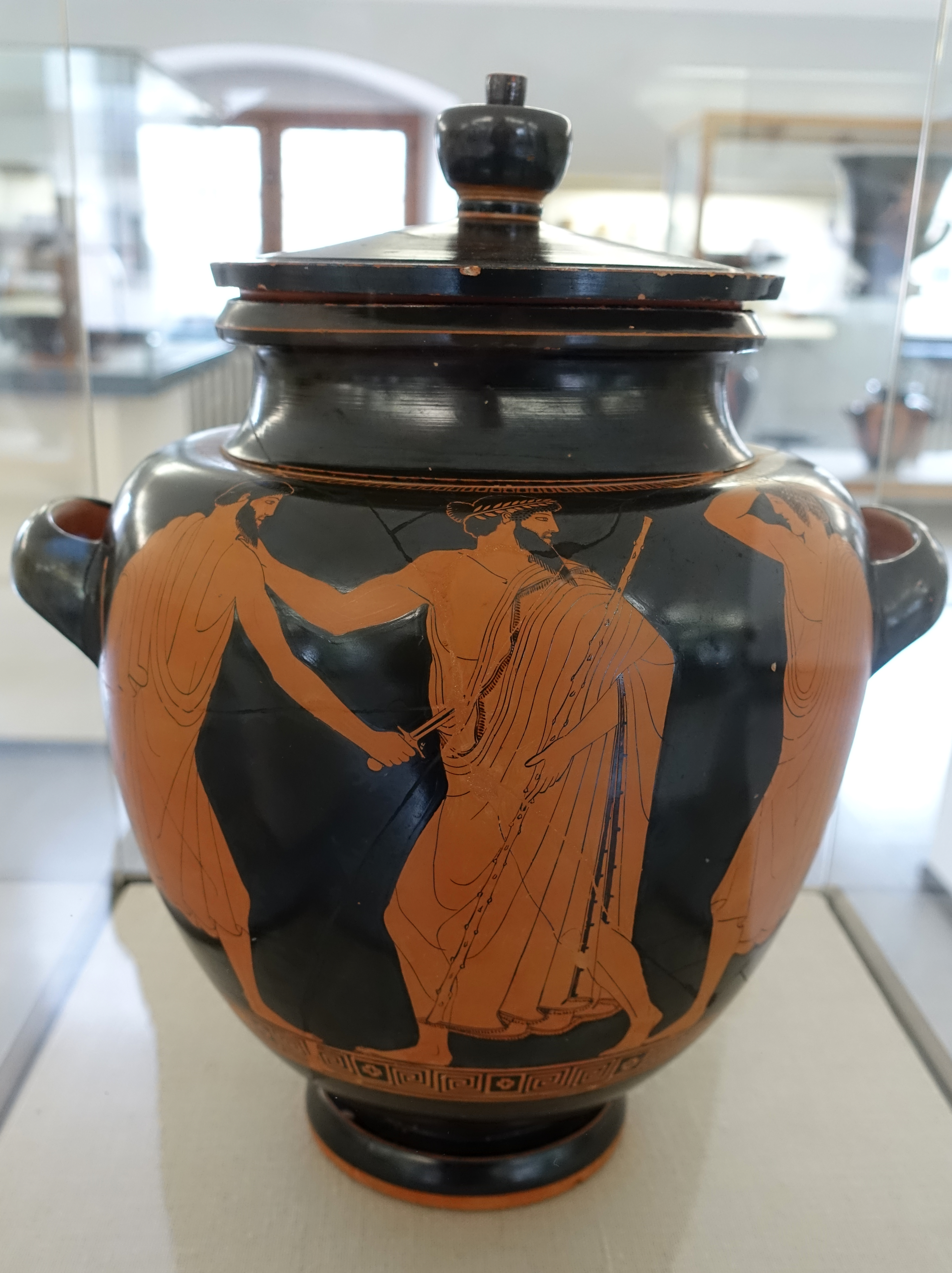
Die Ermordung des Hipparchos, auf einer Vase des Malers von Syriskos, 475–470 v. Chr.

Hipparchos (altgriechisch Ἵππαρχος Hípparchos; † 514 v. Chr.) war Teilhaber der Peisistratiden-Tyrannis in Athen. Gemeinsam mit seinem Bruder Hippias setzte er nach dem Tod ihres Vaters Peisistratos die Tyrannen-Herrschaft von 527 bis zu seiner Tötung durch die „Tyrannenmörder“ Harmodios und Aristogeiton fort.
Zur Rollenverteilung des Tyrannen-Bruderpaars heißt es in der Überlieferung, dass Hippias im Wesentlichen die politischen und wirtschaftlichen Entscheidungen fällte, während Hipparchos sich hauptsächlich mit den Künsten befasste. Er brachte etwa den Dichter Simonides von Keos nach Athen. Hipparchos war – wie auch sein Bruder – den orphischen Mysterien zugetan. Die bezeugte Ehrfurcht der Brüder vor den Kulten war groß. So schickte Hipparchos Onomakritos, einen engen Freund, in die Verbannung, weil dieser einen Orakelspruch gefälscht haben soll.
Unter den Hintergründen der Ermordung des Hipparchos spielten private Motive möglicherweise eine größere Rolle als politische, auch wenn Harmodios und Aristogeiton späterhin als Tyrannenmörder gefeiert wurden. Laut Herodot und Thukydides hatte sich Hipparchos in Harmodios verliebt, der ihn aber zurückwies. Als Harmodios’ Schwester unter dem Vorwand, dass sie keine Jungfrau mehr sei, daraufhin die Teilnahme an einer religiösen Feier verweigert wurde, kam es zum Streit, der in dem tödlichen Anschlag auf Hipparchos anlässlich der großen Panathenäen 514 v. Chr. gipfelte. Für Aristoteles hingegen war es der jüngere dritte Peisistratiden-Bruder Thessalos, der durch seine Annäherungsversuche an Harmodios den Anlass für die Ermordung des Hipparchos lieferte.